# Vojtěch Křišťan
Vojtěch Křišťan (18. dubna 1839 Přechovice – 9. března 1890 Wisconsin, Spojené státy americké) byl český diplomat a duchovní.

## Životopis
Po studiích na českobudějovickém a píseckém gymnáziu odešel do Prahy studovat bohosloví. V té době přispíval svými básněmi do časopisu Blahozvěst. Roku 1862 se přestěhoval do Polska, aby tam pokračoval ve svých studiích teologie, leč ty nedokončil, neboť roku 1863 vypuklo v Polsku povstání proti ruské nadvládě. Křišťan vedení povstalcům navrhoval využít při obraně pozic vojenské vozy (podobně jako husité v 15. století využívali vozové hradby). Návrh se předákům povstalců zamlouval a přislíbili Křišťanovi dokonce vedení jednoho z vozových táborů. Tyto plány ovšem zhatilo Křišťanovo zatčení a přitížila mu navíc skutečnost, že při domovní prohlídce byly u něj nalezeny dokumenty dokazující spojení vzbouřenců s Čechy a navíc se nalezly i připravované přísahy Čechů v polském táboře. V srpnu 1863 se proto musel Křišťan vrátit zpět do Prahy, kde pobýval pod policejním dozorem. Zde pod pseudonymem Přechovský připravoval spis pojmenovaný Polsko v světě slovanském, v němž ospravedlňoval boj Poláků proti ruské nadvládě. Současně s tím se v textu objevily i skryté výzvy k revoluci a k odtržení Čech od Rakouska. Celý náklad publikací byl zabaven a její autor byl odsouzen na pět let vězení za velezradu. Amnestie jeho trest zmírnila a roku 1865 byl propuštěn.
Nastoupil na místo učitele v rakouském Möllersdorfu. Mezi roky 1870 a 1879 ovšem působil na pozici úředníka v několika železničních stanicí na dráze císaře Františka Josefa. Roku 1879 však přijal pozvání svého přítele Vojtěcha Cipína a odjel do Spojených států amerických. Zde byl na Cipínovu přímluvu (a také přímluvu faráře L. Suchého) přijat do teologického semináře v St. Francis, po jehož absolvování byl roku 1881 vysvěcen na kněze. Jako teolog působil mezi českými křesťany v osadě Slovan ve státu Wisconsin, kterou tvořili především emigranti z Chodska od Domažlic. Následně byl přeložen do Stangelville a po čtyřletém působení do obce Seymour, odkud se roku 1889 vrátil zpět do Slovanu, kde následujícího roku zemřel.